# Mạnh Khương Nữ

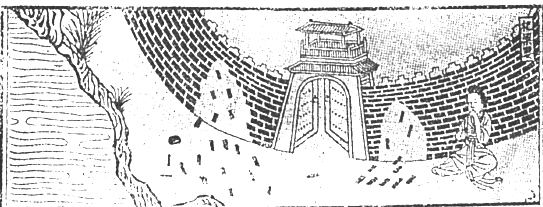
Minh họa câu chuyện trong Liệt nữ truyện.

Mạnh Khương Nữ (chữ Hán: 孟姜女), hay Mạnh Khương Nữ khóc Trường Thành (孟姜女哭长城) là một câu chuyện cổ tích, truyền thuyết dân gian rất nổi tiếng của Trung Quốc. Câu chuyện kể về một người vợ vì chồng mất khi xây dựng Vạn Lý Trường Thành đã than khóc và làm sụp đổ một góc thành.

## Lịch sử
Theo dòng chảy thời gian, câu chuyện này trở thành một biểu tượng văn hóa, trong thi ca và trở nên cực kỳ phổ biến một cách rộng rãi không chỉ Trung Hoa mà còn ở Nhật Bản, Hàn Quốc và cả Việt Nam. Ngày nay, nó trở thành một trong 4 truyền thuyết dân gian nổi tiếng nhất của văn hóa Trung Hoa, bên cạnh Ngưu Lang Chức Nữ, Bạch Xà truyện và Lương Sơn Bá - Chúc Anh Đài. Các học giả Trung Quốc thế kỉ 20 phát hiện ra rằng nhiều dị bản và biến thể của câu chuyện đã tồn tại hơn 2.000 năm trước.
Nhân vật nữ Mạnh Khương không phải họ Mạnh, mà là một cách đặt tên phổ biến thời Tiên Tần. Nàng ta mang họ Khương, một họ phổ biến của các quân chủ nước Tề và dòng dõi tông thất, và từ Mạnh để chỉ người con trưởng nhất của người vợ lẽ.

## Nguồn gốc và câu chuyện

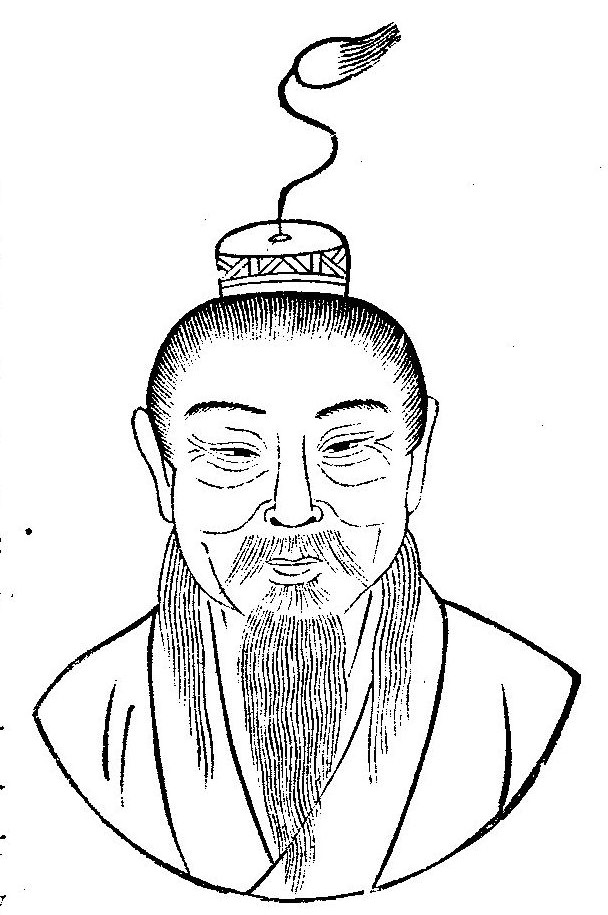
Lưu Hướng

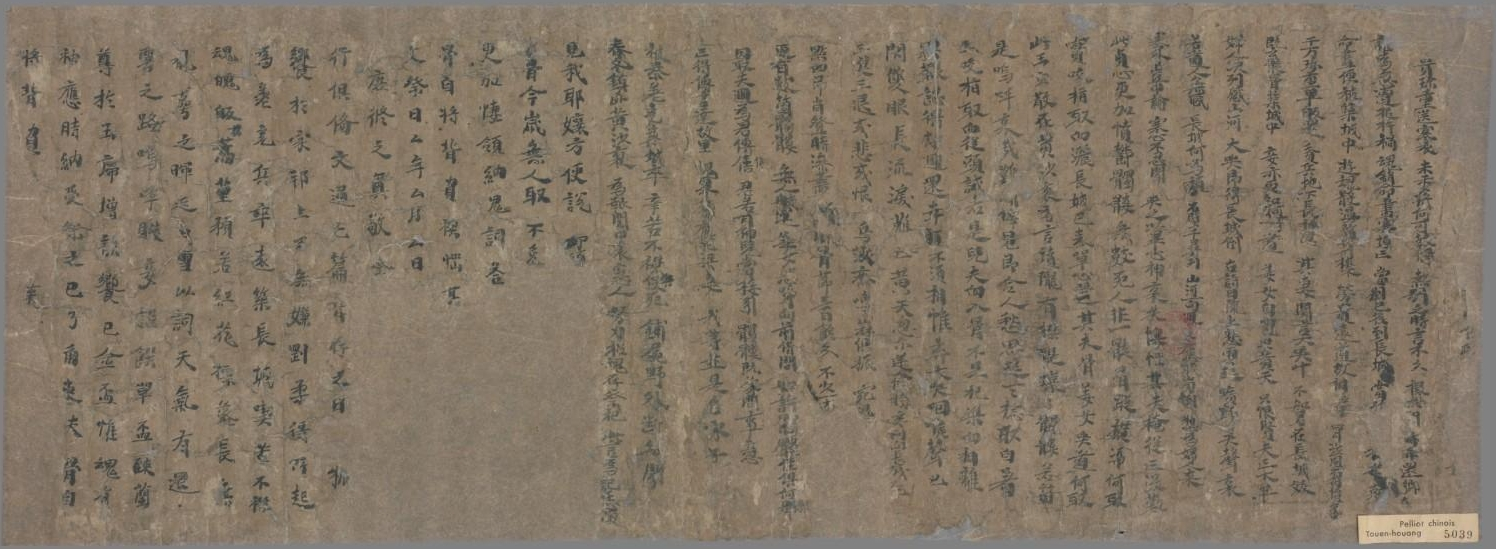
Biến văn Mạnh Khương Nữ, bản chép tay ở Đôn Hoàng.